# Robert Gernhardt
Robert Gernhardt (Gernhard) pseud. Lützel Jeman (ur. 13 grudnia 1937 w Rewlu, zm. 30 czerwca 2006 we Frankfurcie nad Menem) – niemiecki satyryk, pisarz, ilustrator i karykaturzysta.
Był współzałożycielem czasopisma artystycznego "Titanic". Dzięki współpracy z pismem "Pardon" w latach 60. zyskał popularność prowadząc kolumnę Welt im Spiegel. W 1982 opublikował swoją powieść Ich Ich Ich, a 1983 opowiadanie Glück Glanz, w których wyszydzał sławy i naruszał tabu. Wraz z żoną Alamut opublikował wiele opowiadań dla dzieci.